# دانا سميث
دانا شل سميث (بالإنجليزية: Dana Shell Smith)‏ ولد في 1970 هي دبلوماسية أمريكية موظفة في الخدمة الخارجية تشغل حاليا منصب سفيرة الولايات المتحدة لدى دولة قطر. وقد أكد عليها من قبل مجلس الشيوخ كسفيرة الولايات المتحدة إلى قطر يوم 10 يوليو، 2014. في السابق، شغلت منصب النائب الأول المساعد لوزير الشؤون العامة 2011-2014 ومنصب نائب مساعد وزيرة الخارجية للإعلام الدولي.

## بداية الحياة والتعليم
في عام 1992، تخرجت من جامعة كاليفورنيا في سان دييغو مع درجة البكالوريوس في العلوم السياسية والدراسات الشرق الأوسط.

## الحياة الشخصية
سميث تتحدث العربية والصينية والاسبانية والعبرية. وهي متزوجة من ضابط الأمن الدبلوماسي « راي سميث » ولديهم طفلان.

## الحياة المهنية
قدمت سميث أوراق اعتمادها كسفيرة للأمير لتميم بن حمد آل ثاني يوم 8 سبتمبر،2014. حيث صوت مجلس الشيوخ الأمريكي بالإجماع على توليها منصب سفير الولايات المتحدة إلى قطر يوم 10 يوليو عام 2014. في السابق، شغلت منصب النائب الأول لمساعد وزير الشؤون العامة 2011-2014 ومنصب نائب مساعد وزيرة الخارجية للإعلام الدولي.
قبلت مهمات في مكتب الشؤون العامة، وكانت سميث المتحدث باسم المكتب الإقليمي للغة العربية في وزارة الخارجية الأمريكية في دبي. عملت في عدد من المناصب بما في ذلك كبير مستشاري المدير العام وأسندت لها مهمات في الخارج في تايبيه، عمان، تل أبيب / غزة، والقاهرة.

## مقابلات صحفية
- هل لديك وظيفة تطالب بجنون و2 الأطفال سعيد،» صحيفة «ذا أتلانتيك»، 27 يونيو 2012،
- «العلاقات بين الولايات المتحدة وقطر: تحقيق الإمكانات الكاملة للشراكة الاستراتيجية المتنامية،» صفحة سفرات أمريكا، ربيع 2015